# Boykinia rotundifolia
Espèce
Répartition géographique
Boykinia rotundifolia est une espèce de la famille des Saxifragaceae.

## Systématique
Le nom correct complet (avec auteur) de ce taxon est Boykinia rotundifolia Parry ex A.Gray.
Boykinia rotundifolia a pour synonymes :
- Boykinia rotundifolia Parry
- Therofon rotundifolium (Parry ex A.Gray) Wheelock

## Répartition
Sud-Est de l'Amérique du Nord.